# Medicifontein

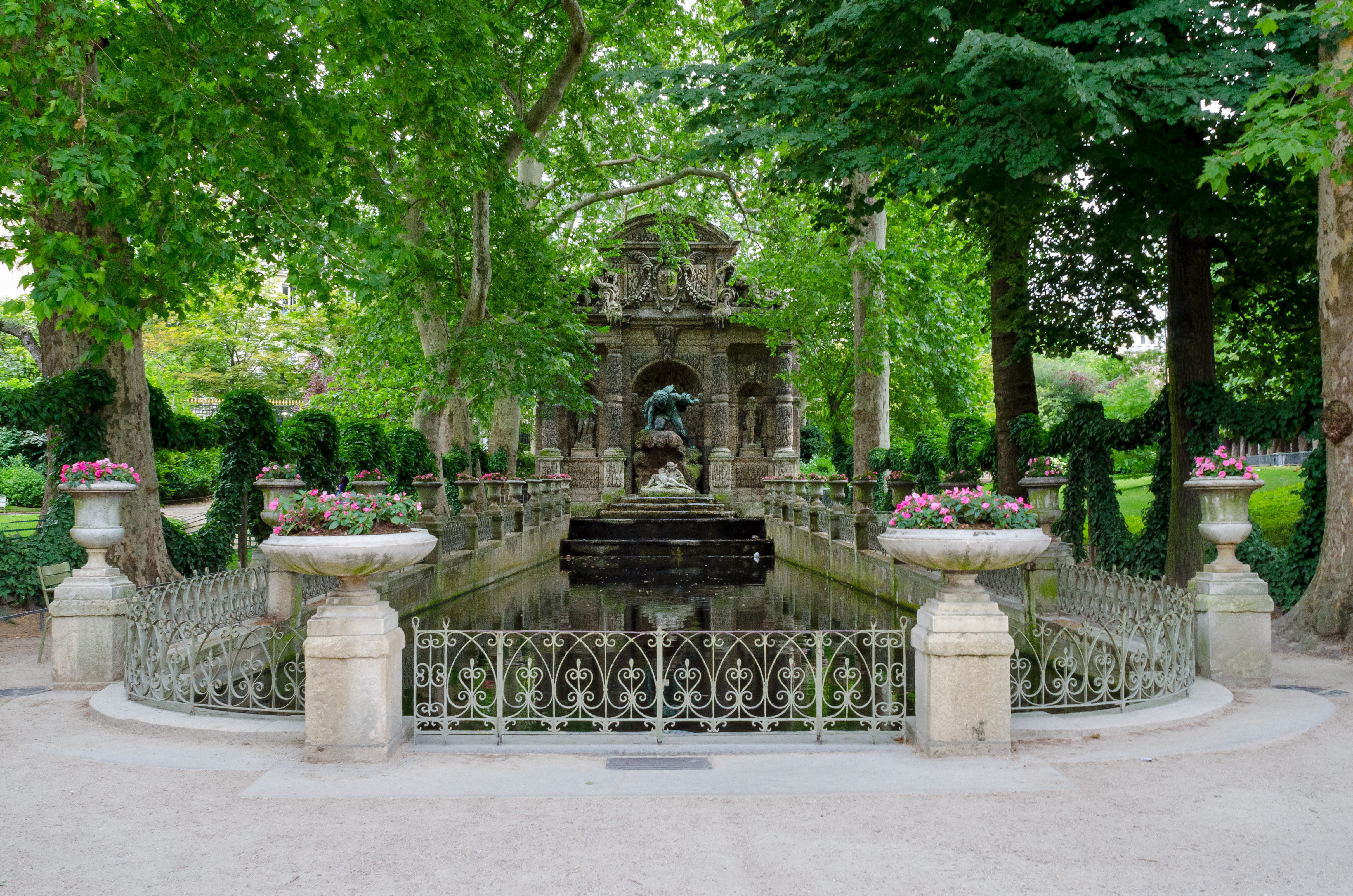
Overzichtsbeeld

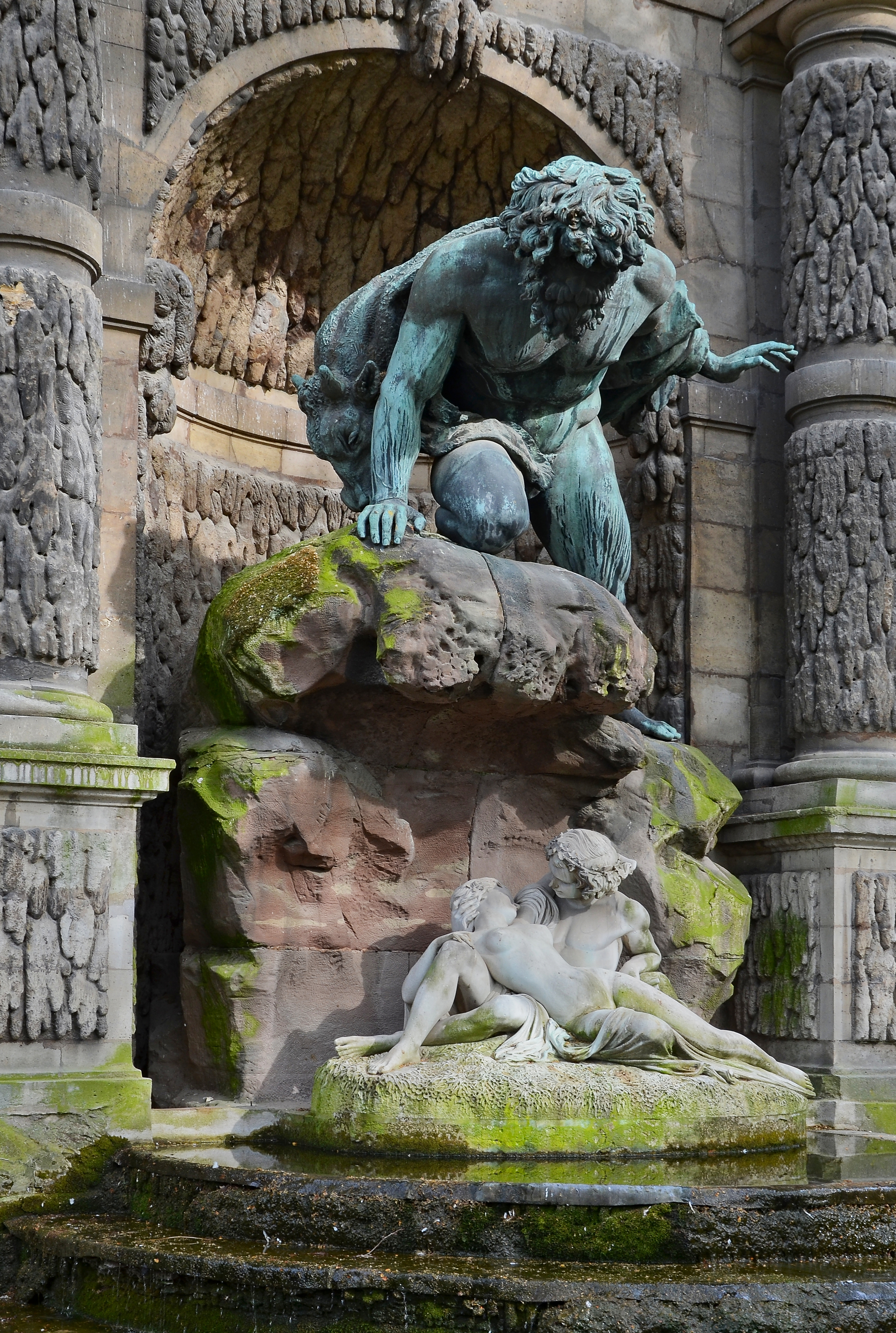
Polyfemos verrast Akis en Galateia

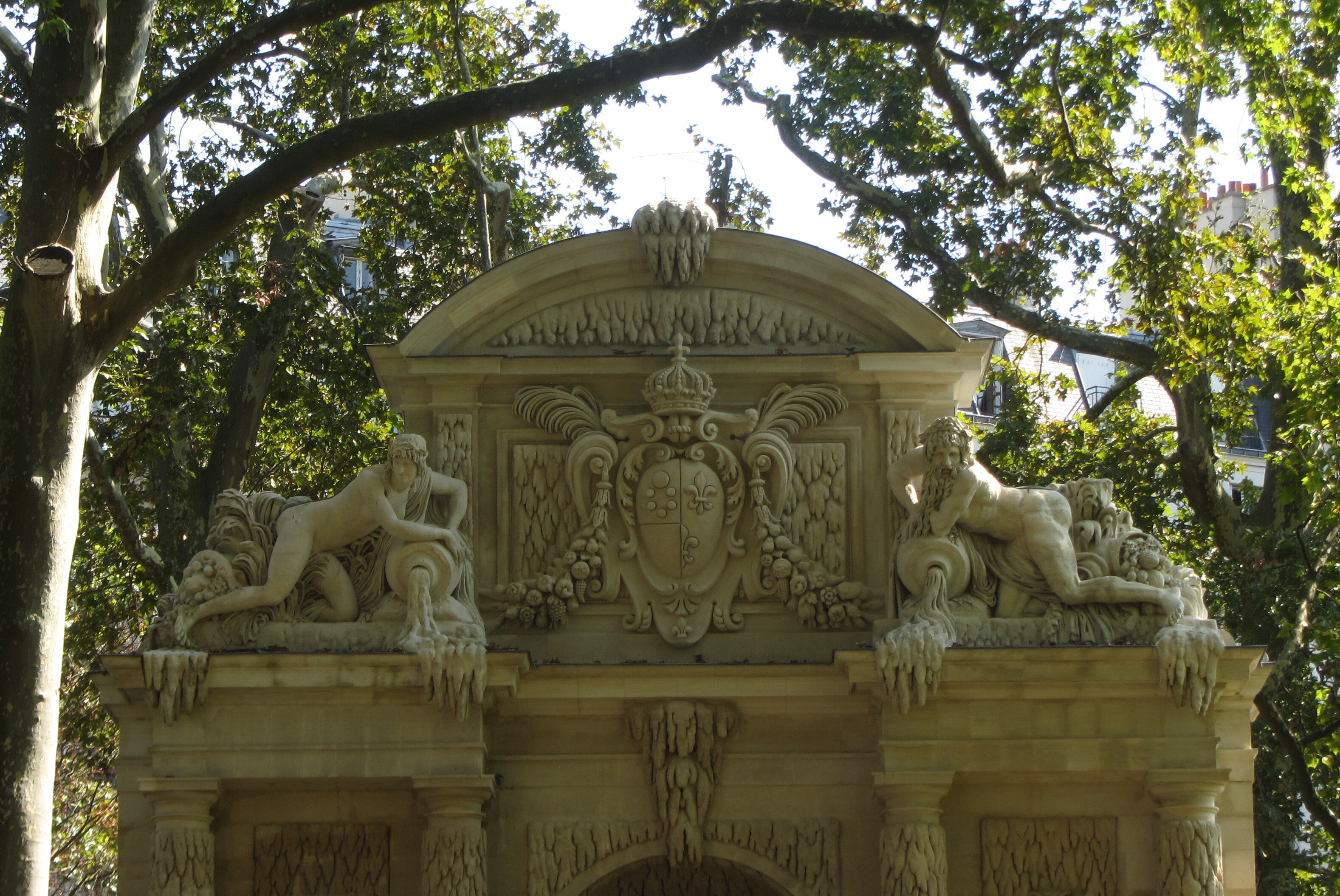
Fronton met Mediciwapen en riviergoden

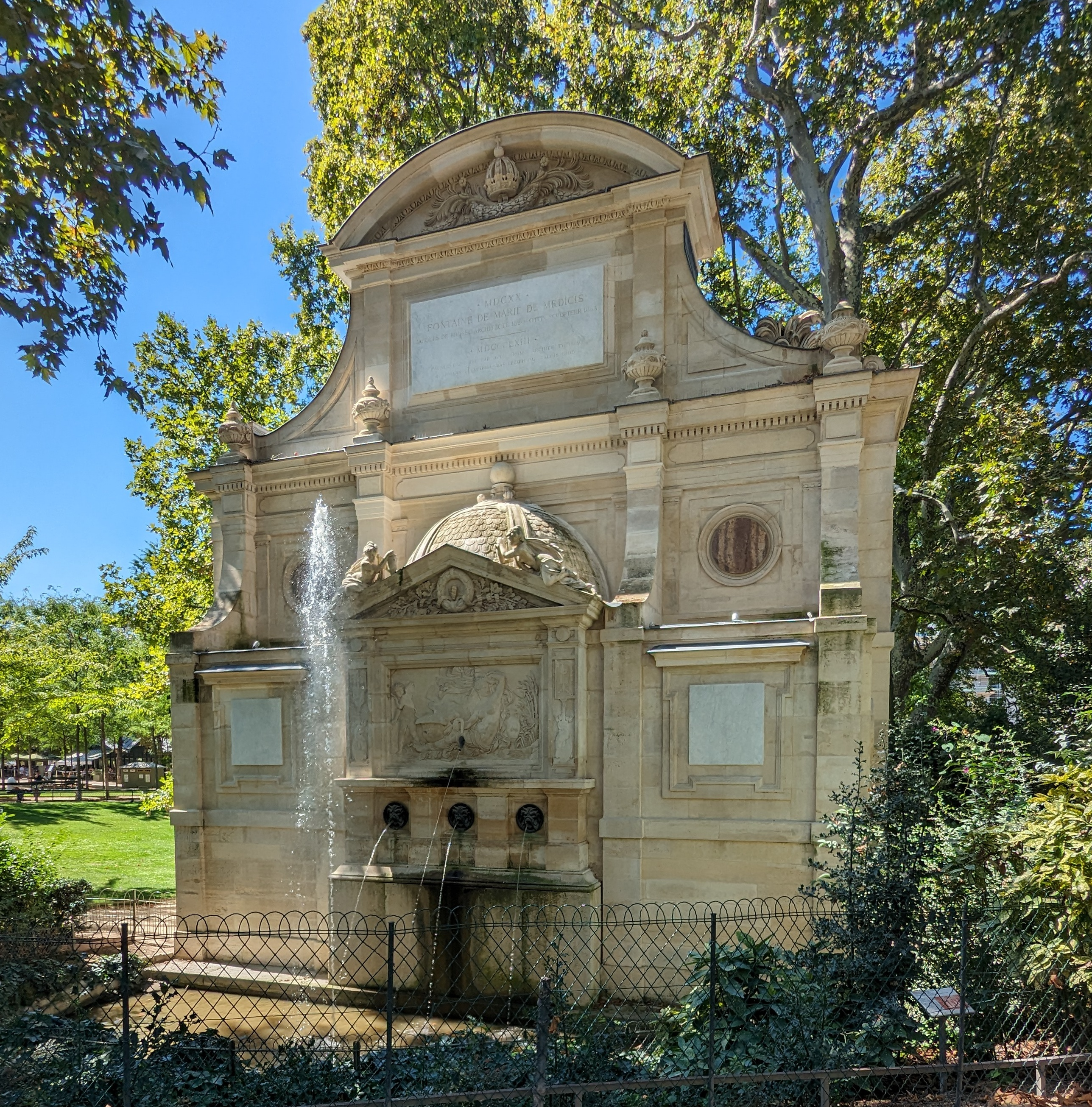
Achterzijde met Ledafontein

De Medicifontein (Frans: Fontaine Médicis) is een renaissancefontein in de Jardin du Luxembourg van Parijs. Ze is rond 1630 opgericht in opdracht van koningin-regentes Maria de' Medici. In de 19e eeuw onderging ze aanpassingen en is ze een dertigtal meter verplaatst. Sinds 1889 is ze beschermd als monument historique.

## Geschiedenis
Na de moord op koning Hendrik IV liet de koningin-weduwe en regentes Maria de' Medici vanaf 1611 een persoonlijke residentie optrekken die later bekend kwam te staan als het Palais du Luxembourg. Haar inspiratie was het Palazzo Pitti uit haar geboortestad Florence en voor de tuinen richtte ze zich op de Giardino di Boboli, die ze kende uit haar jeugd. Ze wilde er grotto's en nymphaea, zoals de maniëristische Grotta del Buontalenti. Dit waren typische elementen voor een Italiaanse renaissancetuin. Naar alle waarschijnlijkheid deed ze voor de grotto geen beroep op de architect Jacques Lemercier, maar op de ingenieur Tommaso Francini (1571-1651). Hij had in 1623 het Aqueduc Médicis voltooid, dat voldoende water moest brengen naar de linkeroever van de Seine.
|                              |  |                                                |  |                         |
| Grotte de Luxembourg in 1660 |  | Napoleontische gedaante met Venusbeeld in 1862 |  | Huidige fontein in 2013 |

Uit een betaling aan de beeldhouwer Pierre Biard blijkt dat de grotto in 1630 min of meer gereed kwam – nauwelijks een jaar vóór Maria de' Medici in ballingschap vertrok. Gesitueerd tegen de oostelijke tuinmuur, was het tegelijk een blikvanger op het einde van een dreef en een scherm om de bebouwing van de Rue d'Enfer aan het zicht te onttrekken. Anders dan de Grotta del Buontalenti was het geen gebouw, maar een façade met drie (lege) nissen. Hoewel voor de centrale nis een bassin was ingericht, ging het niet om een fontein. Het fronton droeg het wapen van Maria de' Medici, met de Medici-ballen en de Franse lelie.
In de 18e eeuw kende de grotto enig verval, zoals blijkt uit een tekening van Hyacinth de la Pegna, waarop de drie vuurpotten verdwenen zijn. Tijdens de Franse Revolutie verloren het paleis en de tuinen hun koninklijke functie en werd het wapen verwijderd. Napoleon wees het Palais du Luxembourg aan als zetel van de Sénat conservateur en liet in 1802 de grotto renoveren door de architect Jean-François Chalgrin. De riviergoden werden vernieuwd door Francisque-Joseph Duret en Claude Ramey, en in de centrale nis kwam een marmeren beeld van een badende Venus of Naiade. Het bassin werd uitgebreid en voor het eerst werd het bouwwerk een fontein.
Bij het herbouwen van Parijs door baron Haussmann werd de Jardin du Luxembourg verkleind om plaats te maken voor nieuwe straten. De Medicifontein moest in 1862 wijken voor de Rue de Médicis, maar mee dankzij protest kreeg ze een nieuwe plaats een dertigtal meter verderop. Zo werd het een zelfstandig bouwwerk op een hoogte, los van de in 1855 gesloopte tuinmuur. Architect Alphonse de Gisors hertekende het lange waterbassin voor de fontein, waarin het water stroomde via een waterval. De Venus werd vervangen door een nieuwe beeldengroep van Auguste Ottin in brons en marmer. In de zijnissen kwamen beelden van Pan en Diana. Aan de achterzijde werd de Fontaine de Léda geïntegreerd, een muurfontein uit 1808 die door de transformaties van Haussmann geen plaats meer had op de hoek van de Rue du Regard en de Rue de Vaugirard.
De fontein is in 1889 beschermd en in 2020-2021 gerestaureerd.

## Beschrijving
De 14 m hoge en 12 m brede renaissancestructuur is vrij intact bewaard, op drie ornamentele vuurpotten na. Hij bestaat uit vier Toscaanse zuilen met daartussen drie nissen. Het gebogen fronton, met het wapen van Maria de' Medici, wordt geflankeerd door twee riviergoden. Deze allegorieën van de Seine en de Rhône zijn kopieën naar de oorspronkelijke beelden van Pierre Biard. Zuilen, nissen en muurvlakken zijn rustiek afgewerkt als met afzettingen van druipend water (congélations, pleurs d'eau).
De nissen zijn gevuld met beeldhouwwerken van Auguste Ottin. Centraal creëerde hij de beeldengroep Polyfemos verrast Akis en Galateia (1866). Vanop een rots ziet de cycloop Polyfemos hoe Akis en de nimf Galateia aan het liefkozen zijn. In het verhaal van Ovidius zal hij hen met een rotsblok verpletteren. Polyfemos is uitgevoerd in brons, Akis en Galateia in wit marmer. In 1874 toonde Ottin een gereduceerde bronzen versie van het paar op de Eerste tentoonstelling van de impressionisten. Voor de zijnissen creëerde hij beelden van Pan en Diana. 
Het water van de fontein stroomt langs een getrapte waterval in een rechthoekig bassin van 50 m lang. Het is aangelegd door Gisors. Hij omgaf het met vazen en ijzeren hekwerk, met daarachter platanen.
Aan de achterkant van de fontein integreerde Gisors de Ledafontein (1806-1808). Ze bevat een bas-reliëf met de mythe van Leda, gemaakt door Achille Valois in de stijl van Fontainebleau. Daaronder spuiten drie leeuwenkoppen hun water in een halfrond bassin. 

## Voetnoten
1. ↑  Marie-Noëlle Baudouin-Matuszek, "Le Jardin du Palais" in: Marie de Médicis et le palais du Luxembourg, 1991, p. 237
2. ↑  Marie-Noëlle Baudouin-Matuszek, "Le Jardin du Palais" in: Marie de Médicis et le palais du Luxembourg, 1991, p. 238